# Arp 270
Arp 270 oder NGC 3395/3396 ist ein interagierendes Galaxienpaar im Sternbild Leo Minor und etwa 72 Millionen Lichtjahre von der Milchstraße entfernt. Halton Arp gliederte seinen Katalog ungewöhnlicher Galaxien nach rein morphologischen Kriterien in Gruppen. Dieses Galaxienpaar gehört zu der Klasse Doppelgalaxien mit verbundenen Armen.
Beide Objekte wurde am 7. Dezember 1785 von Wilhelm Herschel entdeckt. Der südliche Arm der Galaxie NGC 3395 erhielt im Index-Katalog einen eigenen Eintrag (IC 2605), welcher der Astronom Guillaume Bigourdan am 11. April 1899 beobachtete.

## NGC 3396-Gruppe (LGG 218)
| Galaxie   | Alternativname | Mio. Lj |
| --------- | -------------- | ------- |
| NGC 3381  | PGC 32302      | 72      |
| NGC 3395  | PGC 32424      | 71      |
| NGC 3396  | PGC 32434      | 73      |
| NGC 3424  | PGC 32584      | 66      |
| NGC 3430  | PGC 32614      | 70      |
| NGC 3442  | PGC 32679      | 77      |
| IC 2604   | PGC 32390      | 72      |
| PGC 32259 | UGC 5898       | 73      |
| PGC 32437 | UGC 5934       | 71      |
| PGC 32652 | UGC 5990       | 69      |
| PGC 32631 |                | 67      |